# Scottish Open 1923
Die Scottish Open 1923 waren die elfte Austragung dieser internationalen Meisterschaften von Schottland im Badminton. Sie fanden Anfang des Jahres in Glasgow statt. Gemeinsam mit den offenen Titelkämpfen fanden auch die geschlossenen nationalen Titelkämpfe von Schottland statt.

## Finalresultate
| Disziplin    | Sieger                              | Finalist                       | Ergebnis          |
| ------------ | ----------------------------------- | ------------------------------ | ----------------- |
| Herreneinzel | William Mather Swinden              | W. K. Tillie                   | 15–9, 17–14       |
| Herrendoppel | George Alan Thomas Herbert S. Uber  | Frank Devlin R. H. Hastings    | 15–8, 18–15       |
| Damendoppel  | Hazel Hogarth Kitty McKane          | Margaret Tragett E. F. Stewart | 11–15, 15–9, 15–3 |
| Mixed        | George Alan Thomas Margaret Tragett | W. T. Henderson K. M. Cochrane | 15–9, 12–15, 15–7 |

## Sieger der Closed Scottish Championships
| Disziplin    | Sieger                            |
| ------------ | --------------------------------- |
| Herrendoppel | R. T. Herbertson H. E. B. Neilson |
| Damendoppel  | O’Connor MacLehose                |
| Mixed        | James Crombie E. C. F. MacDonald  |

## Referenzen
- Annual Handbook of the International Badminton Federation, London, 28. Auflage 1970, S. 268–274.
- Scottish Badminton Titles | More Good Play by Lieut.-Colonel Tillie. In: Belfast News-Letter. 22. Januar 1923, S. 3, abgerufen am 9. August 2025 (englisch).